# Josef Blank (Theologe)
Josef Jakob Blank (* 8. September 1926 in Ludwigshafen; † 2. Oktober 1989 in Homburg) war ein römisch-katholischer Theologe und Hochschullehrer an der Universität des Saarlandes in Saarbrücken.

## Leben
Josef Blank wurde 1926 als Sohn des Werkmeisters Gregor Blank und dessen Ehefrau Katharina geboren. Nach dem Besuch des Bischöflichen Konvikts in Speyer musste Blank 1943 am Zweiten Weltkrieg teilnehmen und war 1945 kurz in Kriegsgefangenschaft. Von 1946 bis 1951 studierte er Katholische Theologie und Philosophie in Tübingen und München und wurde 1951 in Speyer zum Priester geweiht. Noch im selben Jahr begann er eine Tätigkeit als Kaplan in der Diözese Speyer. Ab 1956 setzte er sein Theologiestudium in Würzburg fort und wurde 1962 zum Dr. theol. promoviert. Anschließend war er bis 1969 Assistent am Lehrstuhl für Neues Testament in Würzburg. Während dieser Zeit habilitierte er sich 1967 und erhielt seine Venia legendi im Fach Neues Testament. Ab 1968 war er Gründungsmitglied des Herausgeberkreises des Evangelisch-Katholischen Kommentars zum Neuen Testament.
1969 berief ihn die Universität des Saarlandes zum ersten Ordinarius für Neutestamentliche Exegese und Biblische Theologie. Er wurde außerdem Direktor des Instituts für Katholische Theologie an der Universität bis zur Einbindung des Instituts in die Philosophischen Fakultäten im Jahr 1973.

## Schriften (Auswahl)

### Als Autor
- Paulus und Jesus: Eine theologische Grundlegung. Kösel, München 1968
- Schriftauslegung in Theorie und Praxis. Kösel, München 1969
- Das Evangelium als Garantie der Freiheit. Echter-Verlag, Würzburg 1970
- Verändert Interpretation den Glauben? Herder, Freiburg 1972
- Jesus von Nazareth: Geschichte und Relevanz. Herder, Freiburg 1972
- Gott-Frage und moderner Atheismus. Pustet, Regensburg 1972, ISBN 978-3-7917-0329-9
- Die Freunde aber schlafen. Matthias-Grünewald-Verlag, Mainz 1972, ISBN 978-3-7867-0354-9
- Der Jesus des Evangeliums. Entwürfe zur biblischen Christologie. Kösel, München 1981, ISBN 978-3-466-20215-7
- Das Evangelium nach Johannes. 4 Bände, Patmos Verlag, Düsseldorf, 1981
- Christliche Orientierungen. Patmos-Verlag, Düsseldorf 1981, ISBN 978-3-491-77236-6
- Vom Urchristentum zur Kirche: Kirchenstrukturen im Rückblick auf den biblischen Ursprung. Kösel, München 1982, ISBN 978-3-466-20228-7
- Paulus: von Jesus zum Christentum; Aspekte der paulinischen Lehre und Praxis. Kösel, München 1982, ISBN 978-3-466-20222-5
- Im Dienst der Versöhnung. Friedenspraxis aus christlicher Sicht. Kösel, München 1984, ISBN 978-3-466-20247-8
- Als sie den Herrn sahen, freuten sie sich. Österliche Wirklichkeit nach Johannes. Herder, Freiburg 1988, ISBN 978-3-451-21181-2
- Robert Mahoney (Hrsg.): Studien zur biblischen Theologie. Verlag Katholisches Bibelwerk, Stuttgart 1992, ISBN 978-3-460-06131-6

### Als Herausgeber
- mit Hans-Josef Klauck, Joachim Gnilka, Eduard Schweizer und Norbert Brox: Evangelisch-katholischer Kommentar zum Neuen Testament. Patmos Verlag, seit 1969, ISBN 978-3-7887-3102-1